# Famille Gouffier
Cette page explique l’histoire ou répertorie les différents membres de la famille Gouffier.
La famille Gouffier (Goufier) est une maison de la haute noblesse française, originaire du Poitou.

## Histoire
Les premières traces que nous avons de la famille remontent aux années 1370, quand la famille se range derrière le roi de France, Charles V, en pleine Guerre de Cent Ans et pendant la reconquête du Poitou.
Son rôle n'est d'abord que local ou régional, avant une montée en puissance fulgurante dans la seconde moitié du XVe et au début du XVIe siècle, avec :
- Guillaume Ier Goufier (ca. 1435-1495), fils d'Aimeri de Roussay († 1443) et de Madeleine Motier de La Fayette (sœur du maréchal Gilbert) ; lié aux rois Charles VII, Louis XI et Charles VIII dont il est conseiller et premier chambellan, gouverneur de Languedoc et de Touraine, sénéchal de Saintonge en 1445-51, seigneur de Sonnay et d'Oiron en 1449, de Rochefort en Mirebelais de 1449 à 1464/1465 par don de Charles VII, de Traves en 1477 — par don de Charles VII puis de Louis XI — fieffé en Roannais — notamment à Boisy ou Boissy — par son autre protecteur le duc de Bourbon ; Il fut l'un des principaux accusateurs et spoliateurs de Jacques Cœur ; marié à Louise de Chaumont d'Amboise, fille de Pierre, puis à Philippa de Montmorency), puis son fils le duc Artus  (voir ci-dessous).

Le berceau familial se situe dans le nord des Deux-Sèvres et de la Vienne, avec Oiron, Glénouze, Vendeuvre-du-Poitou (avec Bonnivet, (Le) Roussay/Roussais, et probablement La Bataille = Bataillé) ; et sans doute Colombiers.
Le 3 avril 1519, François Ier, roi de France, érige les terres d'Artus Gouffier de Boisy, son ancien gouverneur puis son principal conseiller en qualité de Grand maître de France, en duché-pairie (non enregistré).

## Filiation
- Madeleine Gouffier (fille de Guillaume Ier Gouffier ci-dessus et de sa première épouse Louise d'Amboise (1429-1460 ; mariée en 1450 ; fille de Pierre), x 1481 René Le Roy, seigneur de Chavigny et de la Baussonnière (la Maumonnière) : Postérité, dont Jacques Leroy († 1572), archevêque de Bourges, abbé de Déols, Villeloin, Saint-Florent de Saumur et Cluny ;
- Artus Ier Gouffier de Boisy[2] (1474-1519), fils de Guillaume Ier Gouffier ci-dessus et de sa deuxième femme épousée en 1472, Philippine/Philippe de Montmorency († 1516), dame de Vitry-en-Brie (= Vitry-Coubert à Guignes), veuve du malheureux Grand-maître Charles de Melun-La Borde (décapité en 1468), fille de Jean II, sœur de Guillaume de Montmorency et tante paternelle du connétable Anne de Montmorency. Artus est seigneur d'Oiron, baron de Roannais (1515) et pair de France (1519), comte d'Étampes (1515-1519), baron de Maulévrier (1513, par saisie sur les Montbron), etc., gouverneur du Dauphiné et de Valence, Grand Maître de France en 1515, fidèle des rois Valois Charles VIII, Louis XII et François Ier, gouverneur du futur François Ier en 1506 ; 
  - Claude Gouffier (1501-1570) est le fils d'Artus Ier, et d'Hélène d'Hangest-Magny, (fille de Jacques d'Hangest, seigneur de Genlis, et petite-fille paternelle de Marie de Chaumont d'Amboise - fille de Pierre d'Amboise et sœur cadette de Louise d'Amboise, la première femme de Guillaume Ier Gouffier ci-dessus)[3]. 1er duc de Roannais (deuxième érection en novembre 1566, sans la pairie), seigneur d'Oiron et de Boisy puis marquis de Bois(s)y (mai 1564), seigneur de Chinon (novembre 1558 ; son père Artus en avait été gouverneur-capitaine en 1514), comte de Maulévrier (août 1542) et de Caravas actif en Italie avec François Ier, prisonnier à Pavie en février 1525 puis à Brignoles en 1536 (libéré vers 1526 puis en 1538), Premier gentilhomme de la Chambre du Roi en 1535, Grand Écuyer de France dès 1546, gouverneur ou capitaine de Champagne et d'Amboise (1544). Il se mariera cinq fois, la deuxième fois en 1551 avec Françoise de Brosse qui lui donnera son principal héritier.
    - Gilbert (1553-1582), fils du duc Claude et de sa 2e femme Françoise de Brosse-Penthièvre, baronne de Palluau, épousée en 1545 et † en 1558 (Claude épousera ensuite en 1559 Marie de Gaignon de Saint-Bohaire, puis Claude de Beaune-Semblançay, dame de Châteaubrun en 1567, et enfin en 1569 avec Antoinette de Maillé-Châteauroux-La Tour-Landry) ; 2e duc de Roannais ;
      - Louis Gouffier (1575-1642), fils du duc Gilbert et de sa cousine issue de germain Jeanne de Cossé-Brissac-Secondigny dame de Gonnor(d), fille du maréchal Artus de Cossé (voir au bas de cet arbre) ; 3e duc de Roannais, pair de France en 1612 (non enregistré), Conseiller d'État, capitaine-gouverneur de Poitiers ;
        - Artus II Gouffier (1627-1696), 4e duc duc de Roannais, petit-fils du duc Louis et fils d'Henri Gouffier (ce dernier, comte de Maulévrier et marquis de Boisy, fils du duc Louis et de Claude-Eléonore de Lorraine-Elbeuf, mari d'Anne-Marie Hennequin du Perray de Chavigny - la mère d'Artus II, donc - était mort prédécédé en 1639, donc avant son père le duc Louis ; Henri Gouffier avait dans sa fratrie - Charles-Louis de Gonnor évoqué ci-dessous, et - Marie-Marguerite Gouffier, femme d'André de Châtillon-(Porcien > branche de Bouville, Argenton, Moncontour ; 1605-1666) ; gouverneur du Poitou en 1651 ; Sans postérité ;
        - sa sœur Charlotte Gouffier (1633-1683) obtient Moncontour de ses cousins Châtillon, et transmet la succession ducale roannaise à son mari le maréchal François d'Aubusson (1631-1691), comte puis premier duc de La Feuillade, 5e duc de Roannais, pair de France (nouvelle érection en 1667, enregistrée en 1716) : Parents du maréchal Louis, 6e duc de Roannais et 2e duc de La Feuillade (1673-1725), gendre de Chamillart.
        - Marguerite Henriette Gouffier de Roannais (1626 - 1703), sœur des précédents, abbesse de La Trinité à Caen, puis de Royallieu à Compiègne et enfin d'Origny-Sainte-Benoîte ;
        - Louis Gouffier (1648-1734), cousin germain des précédents par son père Charles-Louis, comte de Gonnor et de Maulévrier, fils cadet du duc Louis ; Lieutenant-général des galères, héritier de Gonnor et Maulévrier après son frère aîné Louis-Charles-Léonor (1647-1701) ;

    - Claude (1556-1618), frère cadet du duc Gilbert ; seigneur de Bourg-sur-Charente et St-Loup, baron de Palluau et Pouzauges, comte de Passavant et de Caravas : d'où la branche des comtes (titulaires) de Caravas ;
    - Léon Gouffier, né en 1564, fils du duc Claude et de sa troisième femme Marie de Ga(i)gnon de Saint-Bohaire, mariée en 1559 et † 1565, demi-frère cadet du duc Gilbert ; abbé de l'Abbaye Notre-Dame de Blanche-Couronne  en 1581 et de l'Abbaye Sainte-Madeleine de Geneston ;
    - Claude était la demi-sœur aînée des précédents, fille du duc Claude et de Jacqueline de La Trémoille († v. 1544) ; x 1549 Léonor Chabot comte de Charny et Buzançais, d'où postérité : Saulx-Tavannes (cf. Guillaume), et Le Veneur de Tillières ;

  - Hélène-Anne, sœur du duc Claude, épouse Louis de Vendôme, prince de Chabanais, vidame de Chartres et sire de Milly, puis François de Clermont-Gallerande, héritier des anciens seigneurs de Traves : d'où postérité des deux mariages (dont Hélène de Clermont, la Belle de Traves, femme d'Antoine de Gramont ;
- Louis Gouffier († 1503 ; fils de Guillaume Ier et Philippe de Montmorency comme son frère aîné Artus et toute la fratrie qui suit), abbé de Saint-Maixent
- Adrien Gouffier de Boisy (1479-1523), frère cadet d'Artus Ier ; évêque de Coutances puis d'Albi, abbé de Bourgueil, de Bourg-Dieu et de Déols, de Cormery, de St-Florent, cardinal, légat du Saint-Siège et Grand Aumônier de France ;
- Pierre Gouffier († 1516), abbé de St-Denis, de St-Pierre-sur-Dives, de St-Maixent
- Guillaume II Gouffier[4] (ca. 1482-1525), oncle du duc Claude, et frère cadet d'Artus Ier et d'Adrien ; seigneur de Bonnivet, diplomate, courtisan et militaire français, amiral de France ;
  - François Gouffier le Jeune († 1594), marquis de Bonnivet et des Deffends (sans doute Le Deffend à Dissay), seigneur de Crèvecœur et de Thoix (ou Thois, Thais) par sa mère Louise de Crèvecœur, fils du précédent, militaire français, Maréchal de France (1586) ; mari d'Anne de Carnazet dame de Brazeux ;
    - souche des marquis de Thais, seigneurs de Morvilliers : par François de Goufier, fils aîné d'Anne de Lannoy de Morvilliers et de Timoléon Ier. Timoléon Ier était un fils cadet de François le Jeune et d'Anne de Carnazet, et il était sire de Thoix et de Brazeux = Braseux à Valgrand/Vert-le-Grand : fief venu de la mère de Timoléon, Anne, fille d'Antoine de Carnazet de Brazeux ;
    - souche aussi des marquis de Brazeux et d'Heilly : par Charles-Antoine de Goufier (fils cadet d'Anne de Lannoy et Timoléon Ier de Goufier), mari de Françoise de Pisseleu d'Heilly (voir ci-dessous) ;
      - Marie-Gabriel-Florent-Auguste de Choiseul-Gouffier (1752-1817), de la Maison de Choiseul-Beaupré-Daillecourt, diplomate français, époux d'Adélaïde-Marie-Louise, la dernière des Gouffier d'Heilly ;

    - souche également des marquis de Bonnivet et de(s) Deffends, seigneurs puis marquis de Crèvecœur : par Henri, fils aîné de François le Jeune ;
    - et souche des marquis d'Espagny : par Charles-Maximilien, fils benjamin de François le Jeune, mari de Marguerite d'Hodicq dame de Courteville[5], et père de René Gouffier d'Espagny, qui épouse sa cousine germaine Françoise-Catherine, sœur de Charles-Antoine et François de Gouffier ci-dessus, aussi fille de Timoléon et Anne de Lannoy (Espagny est peut-être venu de ce mariage, car il se trouve tout proche de Folleville et Paillart, fiefs des Lannoy de Morvillers ; mais aussi, il est vrai, assez proche de Crèvecœur-le-Grand, et même de Pisseleu, et bien sûr de Morvillers...) ;
      - Maximilien Gouffier, marquis d'Espagny, fut mestre de camp du régiment de Guyenne puis maréchal de camp. Fils de Charles-Maximilien, il épousa Renée de La Roche-Cousin, fille du seigneur de La Roche en Bretagne avec laquelle il eut 7 enfants.

  - François Gouffier († 1548), frère cadet de François le Jeune (les deux avaient eu deux frères aînés, Louis et François l'Aîné, morts sans alliance) ; évêque de Béziers et ambassadeur ;
- Aymar Gouffier de Boisy (1488-1528), frère benjamin d'Artus Ier, Adrien et Guillaume ; abbé de Lagny, de St-Denis en 1517 et de Cluny en 1518, évêque d'Albi ;
- Charlotte (1482-1558), Gouvernante des enfants royaux, x 1503 René de Cossé-Brissac, mère des maréchaux Charles Ier et Artus de Cossé-Brissac;
- Anne, x 1507 Raoul de Vernon, seigneur de Montreuil-Bonnin, Grand-fauconnier de France.

Le nom de Gouffier reste attaché au château d'Oiron (Deux-Sèvres), demeure familiale agrandie et embellie au XVIe siècle par Claude Gouffier, bibliophile, grand amateur d'art, collectionneur et mécène, protecteur des Clouet.

### Branche Gouffier d'Heilly
Une branche de la famille s'implanta au XVIe siècle en Picardie, où elle posséda jusqu'à la Révolution française, de nombreuses seigneuries, notamment celles de Bouillancourt, Chaussoy-Epagny, Crèvecoeur, Heilly, Liancourt-Fosse, Morvilliers, Thoix.
Charles-Antoine de Gouffier (mort en 1624), troisième fils de Timoléon Ier de Gouffier, seigneur de Thoix (un des fils cadets du maréchal François le Jeune ci-dessus), et d’Anne de Lannoy. épousa, en 1621, Françoise de Pisseleu (ca. 1601-1653), dame d'Heilly, arrière-petite-nièce de la duchesse d'Étampes.
La famille s'éteint en 1816 avec Adélaide Marie Louise de Gouffier d'Heilly (1752-1816), qui épouse le 23 septembre 1771, en l'église Saint-Roch à Paris, Marie Gabriel Florent de Choiseul.

### FamilleGouffierde Boisy
La famille de Boisy, dite aussi Gouffier de Boisy (illustrée par le marquis de Boisy, général vendéen), éteinte dans les femmes au XIXe siècle, revendiquait descendre d'une branche cadette des Gouffier du Poitou. A ce jour, ce rattachement n'a pas été démontré, et reste sujet à caution.